# Tačke
Tačke ili kolica su malo prijevozno sredstvo koje obično ima kotač, a koje vlastitom snagom pokreće jedan čovjek gurajući ga ili držeći za dvije ručke. Najčešće se koriste za prijevoz manjih tereta u građevinarstvu i vrtlarstvu.